# LAG Nr. 87 und 88
Die Lokomotiven mit den Bahnnummern 87 und 88 waren Heißdampflokomotiven der Localbahn AG (LAG). Es waren die beiden letzten Maschinen, die die LAG in ihrer Geschichte erwarb, denn kurz nach der Lieferung im Jahr 1937 wurde die Gesellschaft verstaatlicht. Die Lokomotiven entsprachen in ihrer Konstruktion weitgehend der Lokomotive TAG 7, die 1936 von Krauss-Maffei für die Bahnstrecke Schaftlach–Tegernsee der Eisenbahn-Aktien-Gesellschaft E.A.G. (ab 1942 TAG) entwickelt worden war. Die TAG 7 (und ihre beiden Schwestermaschinen) gelten als die letzten Lokalbahnlokomotiven, die in Bayern konstruiert und gebaut wurden. Anders als die beiden LAG-Maschinen blieb die TAG 7 als Betriebsreserve der Tegernseebahn und später als Museumslokomotive bis heute erhalten. Sie wird vom Bayerischen Localbahnverein gepflegt und wurde bis zur Abstellung wegen eines Kesselschadens regelmäßig für Museumsfahrten rund um München eingesetzt.
Die TAG 7 und ihre Schwestermaschinen stehen am Ende einer Entwicklungsreihe von den ersten dreiachsigen Lokalbahnmaschinen Ende des 19. Jahrhunderts über die Bayerische GtL 4/4 (DR-Baureihen 98.8–9 und 98.16) und die daraus abgeleiteten DR-Baureihe 98.10 und 98.11, die auch als GtL 4/5 bezeichnet wurden. Die Verwandtschaft zwischen den Typen ist auch rein äußerlich deutlich sichtbar. In alter bayerischer Schreibweise wären die TAG/LAG-Maschinen wohl GtL 4/6 gewesen: Anders als bei der GtL 4/5 wurde der ursprüngliche Entwurf der GtL 4/4 um zwei Laufachsen ergänzt, die jeweils in einem Krauss-Helmholtz-Lenkgestell angeordnet wurden. Der Kuppelraddurchmesser war von 1006 auf 1100 mm vergrößert worden. So ergaben sich in beide Richtungen sehr gute Laufeigenschaften, und die Höchstgeschwindigkeit konnte auf 70 km/h gesteigert werden. Die drei Lokomotiven waren die größten und leistungsfähigsten Lokalbahnlokomotiven, die je in Deutschland eingesetzt wurden.
Zunächst waren die beiden LAG-Maschinen in Füssen stationiert. Beide Loks gingen als Baureihe 98.18 in den Besitz der Deutschen Reichsbahn über und wurden nach dem Zweiten Weltkrieg von der Deutschen Bundesbahn übernommen. Sie waren bis 1960 im Einsatz, zuletzt in Kempten.